# Santo Domingo de Huari
Huari, fundat com Santo Domingo de Huari el 8 d'agost de 1572, és una ciutat peruana, capital del districte i de la província homònims al departament d'Áncash. És a la part central de l'anomenat Callejón de Conchucos.
Compta amb una població urbana d'uns 3.500 habitants a una altitud mitjana de 3.149 msnm, a unes 3 hores de Huaraz, i a 10 hores de Lima. Posseeix un clima semi fred amb temperatures mitjanes de 14° a l'hivern i 18° a l'estiu.
El primer assentament prehispànic i preinca d'ètnia huari va ser el lloc anomenat Huaritambo. Aquest es va desenvolupar a immediacions del gran camí inca. El dijous 2 d'abril de 1532, els conqueridors Hernando Pizarro i Miguel de Estete al costat del general atahualpista Chalcuchimac, retornant del saqueig de Pachacámac van entrar a Guari on van descansar per continuar el seu viatge cap a Huancabambamba a Yauya.
| «                          | Otro día jueves dos días del dicho mes (abril) partió del pueblo ya dicho (Pingosmarca) por un valle é poblacion é maizales, é fué á dormir a un pueblo bueno que se dice Guary, hasta el qual serian tres leguas de camino, y en la mitad dél hay otra puente de otro rio muy hondable y ahocinado y está muy fuerte por tener muy grandes barrancas en ambas partes. Aqui dixo el Chillicuchima é otros indios que ovo cierto recuentro con la gente de Guascara, hermano mayor e contrario de Atabaliba, que le aguardó allí, é se defendieron dos ó tres dias, é al fin los entró: e desde que vieron que yban de vencida é que alguna gente era pasada, quemaron la puente, y el dicho Chillicuchimacon su gente passó á nado é mató muchos dellos. Parece cossa muy dificultosa por la aspereza que hay en la dicha puente. | » |
| — Miguel de Estete (1532). | |   |

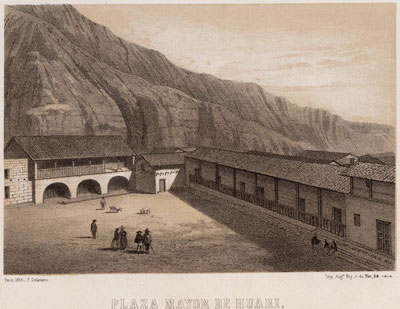
Primera Plaça a l'antic Huari
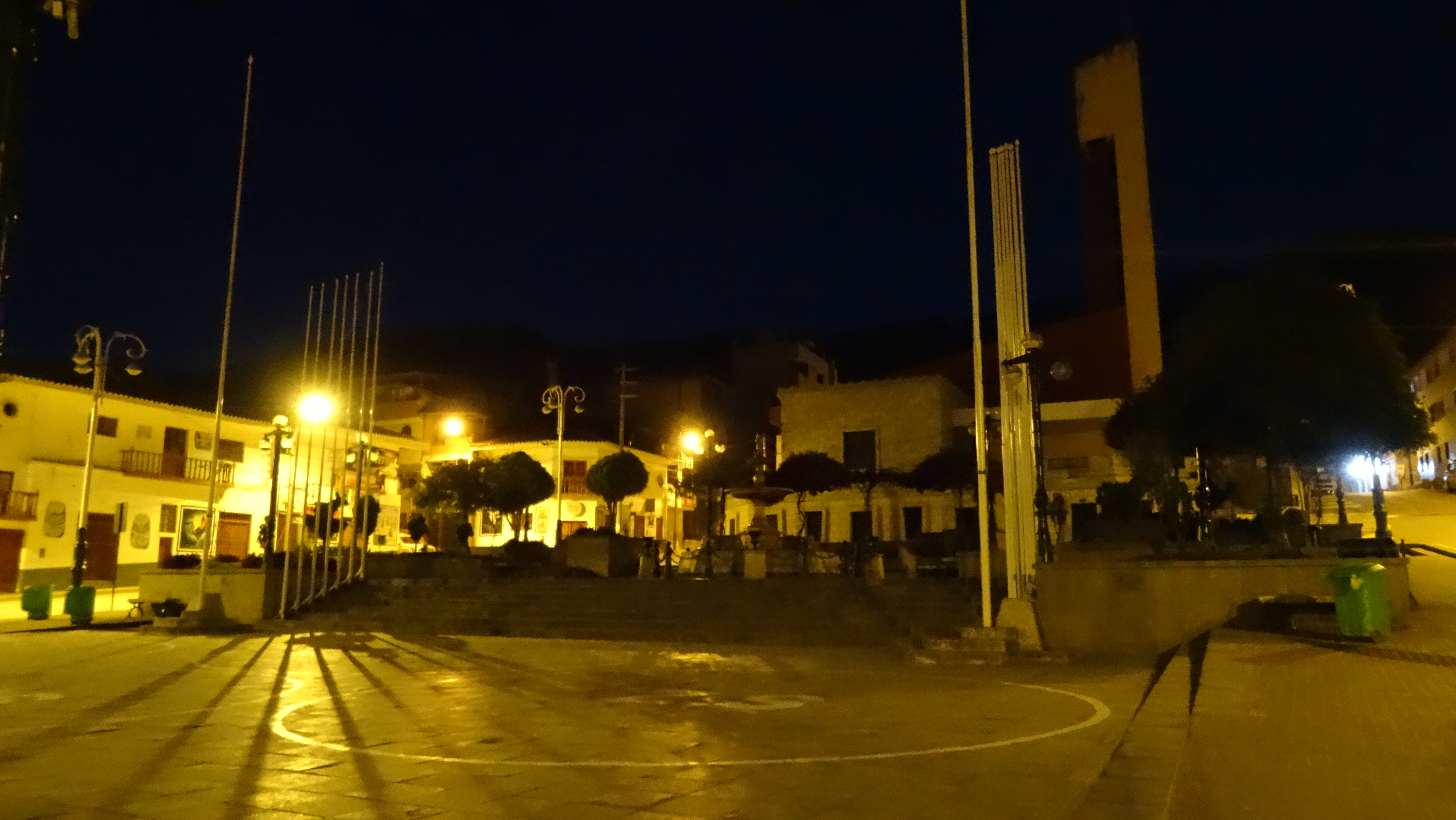
Plaça d'Armes de Huari a la matinada
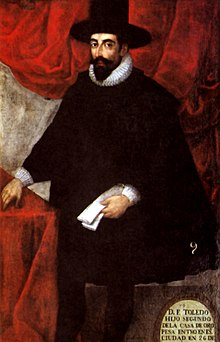
Huari va ser fundat durant el govern del virrei Francisco de Toledo
Els habitants de Huari són descendents del grup ètnic huari, que va habitar les províncies d'Asunción, Fitzcarrald, Huari i Raimondi
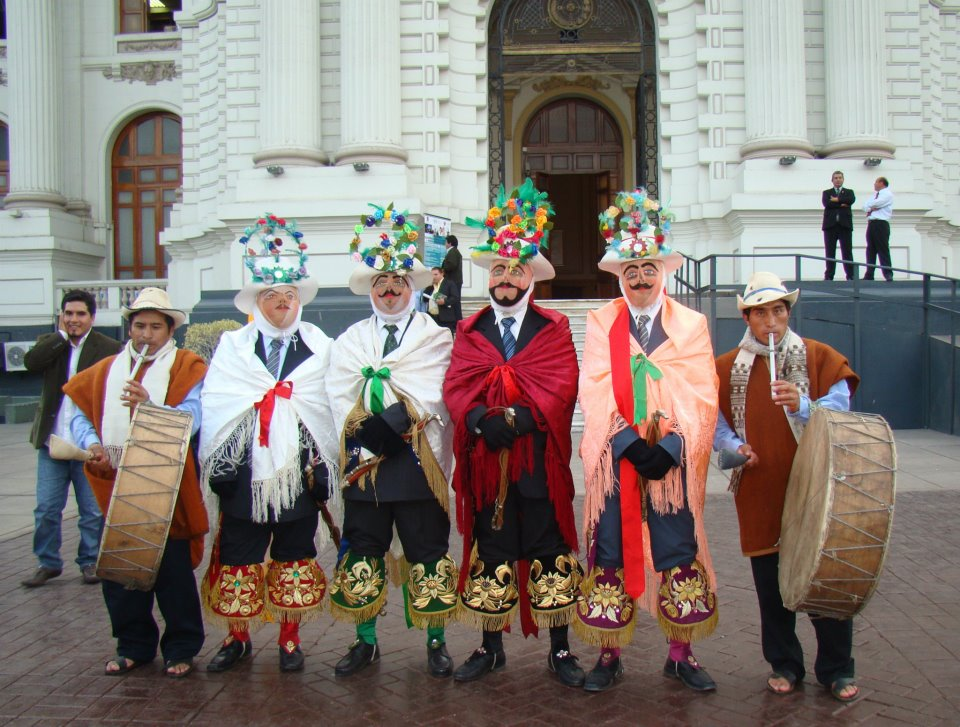
Integrants de la Dansa Huari